# Rafael Almanza Alonso
Rafael Gabriel Almanza Alonso (Camagüey, Cuba, 1957) es un intelectual cubano, poeta, investigador de la obra de José Martí, narrador, crítico literario y de arte, libretista de ópera, animador cultural, curador, periodista independiente, editor, videasta y maestro de escritores, artistas y periodistas.

## Biografía
Rafael Gabriel Almanza Alonso nace el 24 de marzo de 1957, en la ciudad de Camagüey, Cuba, donde siempre ha residido. Hijo de un panadero y de una maestra primaria. En 1975, con 18 años, desiste de estudiar letras, intenta estudiar arquitectura, y finalmente termina aceptando estudiar la carrera de Economía de la Construcción en la extinta Unión Soviética. Para ello, viaja a La Habana, donde permanecerá durante un año aprendiendo ruso, pero por razones ideológicas se le niega ir a la Unión Soviética,  y regresa a estudiar en su ciudad natal la carrera de economía, en la Universidad de Camagüey. Durante su estancia en la universidad estudia con profundidad el marxismo. Sin embargo, en 1980 las autoridades universitarias lo expulsan durante un año por problemas ideológicos. En 1981 conoce al poeta Carlos Sotuyo, cuya amistad será central en su vida y con él que colaborará en proyectos importantes como Ediciones Homagno.  Después de graduarse en la universidad con sobresaliente, trabaja como investigador en la especialidad de management en el sector azucarero. En 1984, conoce a Cintio Vitier y Fina García Marruz en la inauguración de la casa museo de José Lezama Lima. Se relaciona también, a finales de la década de los 80,  con algunos de los escritores jóvenes de su provincia en ese momento como Daniel Morales, Jesús Lozada, Jesús D. Curbelo, y otros de más edad, como Roberto Manzano. Junto al narrador Morales, al poeta Curbelo, y el ingeniero Alejandro Montesinos, intenta el proyecto de revista Antenas (Segunda Época), del que sólo ve la luz un primer número, para desaparecer inmediatamente a causa de la censura.  Integra un grupo de profesionales contestatarios junto a Carlos Sotuyo, los ingenieros Antonio Domínguez y Reynaldo Chinea, el ecologista Eudel Cepero, entre otros. Por ello, en 1991, 1993 y 1996 padece directamente la persecución política. En 1988, a los 31 años, una experiencia religiosa lo conmueve completamente y se derrumba su ateísmo. Ocho años más tarde, en 1996, ingresa a la iglesia católica, en la que había sido bautizado de niño. En el 2003 comienza desde Cuba, con los amigos Antonio Domínguez y Carlos Sotuyo, ambos radicados en Miami, el proyecto Ediciones Homagno, editorial de autor sin fines de lucro, organizada por amigos y escritores que colaboran en la publicación de libros de Rafael Almanza y de otros autores. Comienza de ese modo su labor de editor. Actualmente se desempeña como Coordinador General, desde Camagüey, Cuba,  de las Ediciones Homagno en Miami.

## El Amor Universal
La mayor parte de la obra de Almanza está  incluida en el proyecto vitalicio de creación El Amor Universal. Hasta la fecha, El Amor Universal está dividido en seis secciones. La primera sección, cuyo título es Testigo de la Luz, incluye los dos primeros libros de poesía o poesía de juventud, Libro de Jóveno, con poemas fechados entre 1975 y 1984, y El gran camino de la vida cuyos textos fueron escritos entre 1985 y 1990. La segunda sección Nada existe, dedicada a la narrativa, incluye el libro de cuentos El octavo día, la novela breve Nada existe (inédita) y los cuentos Fívulas u peróvulas (inédito). La tercera sección está dedicada a su poesía de madurez HymNos. La cuarta sección de El Amor Universal está consagrada a la crítica y en ella está solamente incluido un ensayo sobre el poeta cubano del grupo Orígenes Eliseo Diego cuyo título es Elíseo DiEgo: el juEgo de DiEs? La quinta sección, dedicada a la identidad y al componente patriótico, está constituida hasta el momento por dos obras: Los hechos del Apóstol, un ensayo que interpreta los últimos días de José Martí a través de sus dos diarios, y Vida del Padre Olallo, una biografía sobre un enfermero y religioso, actualmente en vías de canonización por la Iglesia Católica, de la orden de San Juan de Dios en el siglo XIX en Camagüey, ciudad natal de Almanza. La sexta sección incluye un último poemario El Cancionero Trascendental y otros poemas (inédito). Dos secciones aún por agregar, la séptima y la octava, completarían El Amor Universal: Tiempo de Palabra incluiría el periodismo, los diarios y una especie de autobiografía; Hermano Mensajero estaría consagrada a la correspondencia. El Amor Universal constituye un proyecto abierto, susceptible de cambios.

## Poeta
Rafael Almanza da sus primeros pasos como escritor entre los once y los trece años. Escribe primero novelas y cuentos de ciencia ficción;  más tarde, a los catorce, escribirá poesía. Ya al finalizar el bachillerato comienza a escribir los primeros poemas del que será su primer poemario publicado, Libro de Jóveno (2003), el que formará parte de El Amor Universal, título que, ya desde ese entonces, dará al conjunto de  toda su obra de ficción. Libro de Jóveno será rescatado y publicado con veinte años de retraso, por Ediciones Homagno, en el año 2003, aunque contaba, a modo de recomendación para las editoriales de la isla, con una elogiosa nota crítica que Cintio Vitier había escrito en 1990. En ese mismo año culmina su segundo libro de poemas El gran camino de la vida, publicado también por Ediciones Homagno en el 2005.  Su poesía de juventud, publicada con retraso y en el extranjero,  permanece hoy completamente desconocida para los miembros de su generación y los críticos cubanos y extranjeros que se han ocupado de esa promoción. Entre 1991 y 1994 se escriben sus siete primeros extensos himnos: Del Contacto, De la Almendra, Al Sol del Centro, De la Distancia, Desde el Sueño, Iconos y Virtual. Entre 1999 y 2001 retoma su escritura agregando otros himnos: Vórtice, Áncora, Memorial. Finalmente, dieciséis himnos son publicados en HymNos, en el 2014 por Ediciones Homagno.

### HymNos: poesía libre entre tradición y vanguardia
En el intento de situar la obra de Almanza en la estética posmoderna, resulta ineludible citar las palabras de este sobre los Divertimentos de Eliseo Diego:

(…) practica una realidad sin realismo, en que toda cosa de lo real, todo objeto es y significa al mismo tiempo: es en Dios y significa a Dios, significa a Dios porque es, y es porque significa a Dios; donde los opuestos coinciden y el más allá de la palabra poética sigue siempre allá, en lo otro real, y es más allá.

(…)
 Podemos afirmar que nuestro poeta sería un herético posmoderno que canta el Amor de la divinidad en nuestra Isla (…) Los HymNos, cuya inspiración es cristiana, entonces procuran sencillamente testimoniar la existencia del discurso divino (…) su texto Iconos, dedicado a la figura del Padre de la Trinidad, crea una especie de objeto para la alabanza sagrada, en imágenes visuales conformadas por la distribución espacial de los versos que producen un efecto emocional en el lector, ya sea por su contenido espiritual o por su ejecución artística.

Con la publicación de HymNos, la poesía de Almanza se coloca junto a la vanguardia y a las últimas tendencias de la poesía contemporánea, aunque paradójicamente se mantenga anclada en la tradición. 

La poesía tiene derecho a defenderse con los dones poéticos de la imagen sin que para eso tenga que abandonar los de la poesía. El poema visual, el poema objeto, el poema video, el libro iluminado para la pantalla o la extensión al performance son algunas de las armas de la delicadeza de mi batalla por la poesía. Ninguna de esas excepciones del poema pretende eliminar la lectura silenciosa de los textos. (…) Pero ahora la imagen y el sonido al alcance de todos permiten entrar en otro período de la expresión poética que no anula las conquistas anteriores sino que las expande y refuerza.

Rafael Almanza Alonso. Documental La poesía tiene derecho a defenderse. Exposición Teatro Universal. Centro de Desarrollo de las Artes Visuales. La Habana, septiembre 2014.

El tratamiento que recibe el componente visual en HymNos establece un puente con antecedentes canónicos visuales como Un coup de dés jamais n'abolira le hasard de Stéphane Mallarmé, los caligramas de Guillaume Apollinaire, la poesía del mexicano José Juan Tablada, del chileno Vicente Huidobro, del argentino Oliverio Girondo,  con Blanco y otros poemas visuales de Octavio Paz y con la poesía del cubano Samuel Feijóo. En la misma línea que estos poetas precursores, la poesía visual de Almanza se diferencia de la poesía concreta contemporánea porque no anula el discurso del texto poético, aun cuando este produce poemas objetos. Lo anterior no excluye tampoco otras posibilidades expresivas más radicales. En HymNos encontramos un himno ágrafo, un himno fotográfico, aunque inserto dentro del conjunto discursivo de HymNos. Contrariamente a la poesía concreta, el discurso en la poesía de Almanza puede ser leído como discurso y mirado como imagen. Debido a esto, tampoco queda excluida la poesía apegada formalmente a la tradición poética. El despliegue vanguardista en HymNos tiene su contraparte tradicional en los más de 3000 endecasílabos que encontramos en este volumen, en poemas cuya extensión en este metro oscilan entre más de 300 y más de 600 endecasílabos. Los himnos más vanguardistas son Desde el Sueño, Vórtice, Semejante, Unánime y Áncora. 
Por otro lado, su poesía se acerca a lo más puro de la tradición en himnos como De la Almendra, Iconos –aunque es también un poema visual-, Virtual, Del Amor Divino y Anual. La libertad estilística de HymNos se resiste a las clasificaciones, ajena a cualquier escuela y a su vez perteneciendo a todas, libre entre tradición y vanguardia.

Parte de la poesía visual y los videos de Almanza han sido exhibidos por el curador Lester Álvarez en la exposición Teatro Universal, Centro de Desarrollo de las Artes Visuales, La Habana, 2014.
| Iconostasio y Poema video                   |
| Iconos – Iconostasio. Vórtice – Poema video |

| Desde el Sueño – Lámpara. Blasones |
| Desde el Sueño – Lámpara. Blasones |

| Desde el Sueño-Lámpara. Iconos-Iconostasio     |
| Desde el Sueño – Lámpara. Iconos – Iconostasio |

| De las Consignas - Luces de neón2 |
| De las Consignas – Luces de neón1 |

|                                   |
| De las Consignas – Luces de neón2 |

## Ensayista e investigador de José Martí
En 1983 culmina En torno al pensamiento económico de José Martí, que será publicado siete años más tarde por la Editorial Ciencias Sociales, en 1990. En este ensayo identifica y enmarca  las diferentes etapas por las que transita el pensamiento económico martiano. Once años más tarde, en el 2001, su segundo libro sobre Martí, Hombre y tecnología en José Martí, es publicado por la Editorial Oriente en Santiago de Cuba. En 1993 comienza, a pedido de Cintio Vitier, la redacción de una ponencia sobre el poeta cubano Eliseo Diego para la conmemoración del cuadragésimo aniversario del grupo Orígenes, la que a la larga se convertirá en el extenso ensayo monográfico Elíseo diEgo: el juEgo de diEs?, publicado en el 2008 por Letras Cubanas, en La Habana.
En 1994 escribe el ensayo Los hechos del Apóstol, que será publicado en el 2005 por Ediciones Vitral, en Pinar del Río. En este libro investiga los ideales martianos a través de su acción, a partir de textos fundamentales como Abdala, El presidio político en Cuba, y principalmente sus diarios De Montecristi a Cabo Haitiano, y De Cabo Haitiano a Dos Ríos.

## Narrador y biógrafo
En 1996 concluye su libro de cuentos El octavo día, publicado en 1998 por la Editorial Oriente, en Santiago de Cuba. La noveleta Nada existe y su libro de cuentos Fívulas u peróbulas permanecen inéditas. En ese orden, conforman una sección de El Amor Universal y una unidad de sentido.
Ha escrito también una biografía sobre un enfermero católico local destinado a los altares, Vida del padre Olallo, que es publicada en Barcelona en 2005 por la Orden Hospitalaria de San Juan de Dios y luego por Ediciones Homagno.

## Articulista, periodista independiente, curador, crítico de arte, libretista de ópera y animador cultural
Entre otras actividades intelectuales destaca su trabajo como articulista,  animador cultural, curador y videasta. En 1997, empieza a publicar artículos en la revista Encuentro de la Cultura Cubana, en España. Como periodista independiente publica en 2011 el artículo Razones para desconfiar del periodismo en la revista en Internet Convivencia y Jóvenes, sed jóvenos en 2013 en la revista en Internet Hora de Cuba.
 
En 1999 se estrena como curador de arte con la exposición del pintor Joel Besmar, Ubique Pictura.  Ha curado o escrito las palabras del catálogo de una veintena de exposiciones de artes plásticas en Cuba, Estados Unidos y México. Hasta hoy continúa su labor como crítico y curador, lo que le convierte en portavoz de las escuelas camagüeyanas de pintura y video.

En los años 90 escribe libretos de ópera: Ebbó y Muerte de Homagno, para el compositor cubano Luis Aguirre, como parte de un proyecto frustrado para crear la ópera nacional cubana. En 1999 escribe Carne, obra dramática  basada en el drama Adultera de José Martí, y otros libretos de ópera a solicitud de Aguirre y el también compositor italiano Adriano Galliussi.

En la catedral de su ciudad natal, durante más de cinco años, realizó una importante labor cultural: varias tertulias literarias y el cine club El navegador, lo que motivará sus Encuadres, crítica de cine aún inédita. Ha llevado a cabo con frecuencia anual, desde 1995, la actividad cultural independiente más antigua del país La Peña del Júcaro Martiano.

La casa de Almanza se ha convertido en cátedra para escritores, artistas y periodistas durante más de dos décadas.

## Obra
- En torno al pensamiento económico de José Martí (ensayo) 1990
- El octavo día (cuentos)  1998
- Hombre y tecnología en José Martí (ensayo) 2001
- Libro de Jóveno (poesía) 2003
- El Gran Camino de la Vida (poesía)  2005
- Los hechos del apóstol (ensayo)  2005
- Vida del Padre Olallo  2005
- Elíseo DiEgo: el juEgo de diEs? (ensayo) 2008
- HymNos (poesía) 2014